# Saint-Georges-d'Elle

Saint-Georges-d'Elle este o comună în departamentul Manche, Franța. În 1 ianuarie 2022 avea o populație de 378 de locuitori.